# Випадкова похибка
Випадкова похибка (англ. random error) — складова загальної похибки вимірювання, яка змінюється випадковим чином (як за знаком, так і за величиною) під час повторних вимірювань однієї і тієї ж величини.

## Причини виникнення випадкових похибок
Випадкові похибки обумовлені як випадковим характером прояву фізичних процесів в засобах вимірювання, так і випадковими змінами умов вимірювань, що практично неможливо врахувати. Серед основних причин виникнення випадкових похибок можна виділити:
- конструктивні та технологічні недосконалості вузлів та деталей приладів;
- випадкові коливання зовнішніх впливних величин — температури, вологості повітря, атмосферного тиску, напруженості зовнішніх електричних та магнітних полів тощо;
- нестабільність живлення електронних приладів;
- суб'єктивні помилки оператора;
- вібрації;
- теплові шуми в електронних приладах;
- просторова (неоднорідність) та часова нестабільність об'єкта вимірювання.

## Основні властивості випадкових похибок
1. Імовірність виникнення великих випадкових похибок менша за імовірність появи малих.
2. Імовірність появи однакових за модулем, але протилежних за знаком випадкових похибок однакова.

## Методи виявлення та зменшення випадкових похибок
Оскільки випадкова похибка змінюється під час проведення повторних вимірювань навіть за однакових умов, то це призводить до мінливості результатів вимірювань. Таким чином, випадкова похибка може бути виявлена на основі аналізу результатів повторних вимірювань, проведених за умов збіжності (за одних і тих же умов).
Непрогнозований характер мінливості випадкових похибок призводить до практичної неможливості коригування результатів вимірювань, тобто до внесення поправок на величину випадкової похибки, оскільки для конкретного результату її значення лишається невідомим. Тим не менше, часто існує необхідність зменшити випадкову похибку результату вимірювання, наприклад, якщо вона перевищує прийнятне значення. Для цього можуть бути використані такі методи:

### Усунення причин виникнення випадкових похибок
Наприклад, якщо відомо, що джерелом істотної випадкової похибки є випадкові коливання напруги в мережі живлення приладу, можна його живлення здійснювати через стабілізатор напруги. Зрозуміло, що усунення всіх ефектів, які призводять до появи випадкової похибки неможливе або через фізичні причини, або через економічні причини.

### Математична обробка результатів повторних вимірювань, спрямована на зменшення випадкової похибки
Усереднення результатів повторних вимірювань завдяки другій властивості випадкових похибок дозволяє зменшити випадкову похибку кінцевого результату вимірювання. В ідеалі, за нескінченно великої кількості вимірювань, усереднення дозволило б звести випадкову похибку до нуля, оскільки однакові за модулем, але протилежні за знаком випадкові похибки, які за другою властивістю зустрічаються однаково часто, при усередненні себе повністю б компенсували. На практиці, звичайно, через обмежену кількість результатів вимірювань повної компенсації добитися не вдається (слід зазначити, що і практичної потреби в цьому немає), однак все ж випадкова похибка середнього значення зменшується зі зростанням кількості результатів повторних спостережень.
Вибір методу зменшення випадкової похибки результату вимірювання залежить як від можливості впливу на ті чи інші джерела виникнення випадкових похибок, так і від економічних чинників, оскільки і заходи з усунення причин, і проведення повторних вимірювань вимагають додаткових затрат часу та ресурсів.

## Математичний опис та оцінювання випадкових похибок
Найповніше випадкова похибка як випадкова величина може бути описана з допомогою закону розподілу. У термінах теорії ймовірності випадкова похибка — це відхилення похибки вимірювання від її математичного сподівання:
{\displaystyle e={\mathcal {\Delta }}-M({\mathcal {\Delta }})\,}.
Тут {\displaystyle e\,} — випадкова похибка вимірювання, {\displaystyle {\mathcal {\Delta }}\,} — похибка вимірювання, {\displaystyle M({\mathcal {\Delta }})\,} — математичне сподівання похибки.
Таким чином, випадкова похибка є центрованою випадковою величиною — її математичне сподівання рівне нулю.
Встановлення закону розподілу випадкової похибки вимагає значних затрат часу та ресурсів, тому на практиці часто замість встановлення закону розподілу оцінюють певні її характеристики — середнє квадратичне відхилення (точкова характеристика) або довірчі границі (інтервальна характеристика). Вказані характеристики можуть бути оцінені за менших затрат в порівнянні із затратами на встановлення закону розподілу.
Статистично середнє квадратичне відхилення випадкової похибки {\displaystyle \sigma (x)\,} результату вимірювання {\displaystyle x\,} може бути наближено оцінено за результатами повторних вимірювань {\displaystyle x_{1},x_{2},...,x_{n}\,}, одержаними в умовах збіжності, як
{\displaystyle \sigma (x)\approx S(x)={\sqrt {{\frac {1}{n-1}}\sum _{i=1}^{n}(x_{i}-{\overline {x}})^{2}}}\,},
де {\displaystyle {\overline {x}}\,} — середнє значення результатів повторних вимірювань.
В даній формулі величина {\displaystyle x_{i}-{\overline {x}}\,} фактично є оцінкою випадкової похибки {\displaystyle e_{i}\,} результату {\displaystyle i\,}-го вимірювання.
Середнє квадратичне відхилення використовується не лише як характеристика похибки, але і як проміжний параметр під час розрахунку довірчих границь випадкової похибки. Якщо випадкова похибка розподілена за нормальним законом розподілу, то довірчі границі похибки {\displaystyle e(P)\,} для довірчої ймовірності {\displaystyle P\,} можуть бути оцінені за формулою
{\displaystyle e(P)=\pm t(P)\sigma (x)\,},
де {\displaystyle t(P)\,} — відповідний квантіль нормального розподілу, {\displaystyle \sigma (x)\,} — надійна нестатистична оцінка середнього квадратичного відхилення випадкової похибки.
Квантіль нормального розподілу рівний 1,96 для {\displaystyle P\,}=0,95 та 2,57 для {\displaystyle P\,}=0,99.
Якщо замість середнього квадратичного відхилення випадкової похибки використовується його статистична оцінка {\displaystyle S(x)\,}, розрахована за числом результатів повторних вимірювань менше 30, то за нормального розподілу довірчі границі випадкової похибки оцінюють за формулою
{\displaystyle e(P)=\pm t(P,n-1)S(x)\,},
де {\displaystyle t(P,n-1)\,} — значення коефіцієнту Ст'юдента для довірчої ймовірності {\displaystyle P\,} та числа ступенів свободи {\displaystyle n-1\,}.

## Випадкова похибка середнього арифметичного
Як уже зазначалося, усереднення результатів повторних вимірювань дозволяє зменшити випадкову похибку. Зв'язок середнього квадратичного відхилення випадкової похибки середнього арифметичного {\displaystyle \sigma ({\overline {x}})\,} з середнім квадратичним відхиленням випадкової похибки результату одиничного вимірювання {\displaystyle \sigma (x)\,} дається залежністю
{\displaystyle \sigma ({\overline {x}})={\frac {\sigma (x)}{\sqrt {m}}}\,},
де {\displaystyle m\,} — число результатів повторних вимірювань, для яких розраховувалося середнє значення.
Таким чином, випадкова похибка середнього арифметичного в {\displaystyle {\sqrt {m}}\,} раз менша від випадкової похибки результату одиничного вимірювання. Наприклад, якщо випадкову похибку необхідно зменшити в 2 рази, то число результатів повторних вимірювань, за якими буде розраховано середнє значення, необхідно збільшити в 4 рази.
Розрахунок довірчих границь випадкової похибки середнього арифметичного проводиться за вказаними вище для випадкової похибки результату одиничного вимірювання формулами з відповідною заміною середнього квадратичного відхилення. Причому, дані формули для середнього арифметичного справедливі навіть в тому випадку, коли результати одиничних вимірювань не розподілені за нормальним законом. Це обумовлено тим, що відповідно до центральної граничної теореми теорії ймовірності незалежно від розподілу результатів одиничних вимірювань середнє арифметичне буде розподілене приблизно за нормальним законом. Розподіл середнього арифметичного тим ближчий до нормального, чим більша кількість результатів використовується під час розрахунку середнього значення.
Отже, збільшення числа повторних вимірювань в умовах збіжності та наступна їхня спільна математична обробка (усереднення) дозволяє зменшити випадкову похибку до як завгодно малого значення. Однак, насправді, зменшувати випадкову похибку є сенс лише в тому випадку, якщо вона в сумі з систематичною перевищує допустиму величину. По-друге, навіть коли сумарна похибка перевищує прийнятне значення або необхідно досягти максимально можливої точності, немає сенсу зменшувати випадкову похибку, якщо вона неістотна в порівнянні з систематичною. Неістотною вважається випадкова похибка, яка в три чи більше разів менша від систематичної. У такому разі зменшення випадкової похибки вже не буде впливати на точність результату вимірювання, оскільки домінувати буде систематична похибка.

## Випадкова похибка опосередковано вимірюваної величини
Випадкова похибка опосередковано вимірюваної величини {\displaystyle y\,}, значення якої знаходять за відомою залежністю через інші величини як {\displaystyle y=f(x_{1},x_{2},...,x_{N})\,}, може бути оцінена за значеннями випадкових похибок цих інших (вхідних) величин. Середнє квадратичне відхилення випадкової похибки {\displaystyle \sigma (y)\,} результату вимірювання {\displaystyle y\,} можна знайти за формулою
{\displaystyle \sigma (y)={\sqrt {\sum _{k=1}^{N}c_{k}^{2}\sigma ^{2}(x_{k})}}\,,}
де {\displaystyle c_{k}={\frac {\partial f}{\partial x_{k}}}} — часткова похідна по змінній {\displaystyle x_{k}\,}, {\displaystyle \sigma (x_{k})\,} — середнє квадратичне відхилення випадкової похибки {\displaystyle k}-ї вхідної величини.
Вказана формула показує, як випадкові похибки вхідних величин вводяться у похибку величини, що залежить від них, тому її часто називають законом поширення випадкових похибок.
Довірчі границі випадкової похибки опосередковано вимірюваної величини розраховують через середнє квадратичне відхилення її випадкової похибки за формулами, аналогічними до формул для прямих вимірювань.